# Tochigi Soccer Club
Tochigi Soccer Club (em japonês: 栃木S.C. Tochigi Esu Shī), mais conhecido por Tochigi S.C., é um clube de futebol do Japão, que atualmente disputa a J. League 2 (segunda divisão). Sua sede fica em Utsunomiya.

## História
Foi fundado em 1935 por um grupo de professores, com o nome de Tochigi Teachers Soccer Group. Disputando competições regionais, alcançou seguidas promoções até chegar à Liga de Futebol de Kanto, em 1992.
Passou a admitir atletas profissionais em 1994, quando ganharia seu nome atual. Em 1999, vence a Liga de Kanto e ascende à Japan Football League (terceira divisão), onde permaneceria até 2008. Neste ano, ficou na segunda colocação e garantiu seu acesso para a Segunda Divisão japonesa, onde permanece até hoje.

## Estádio

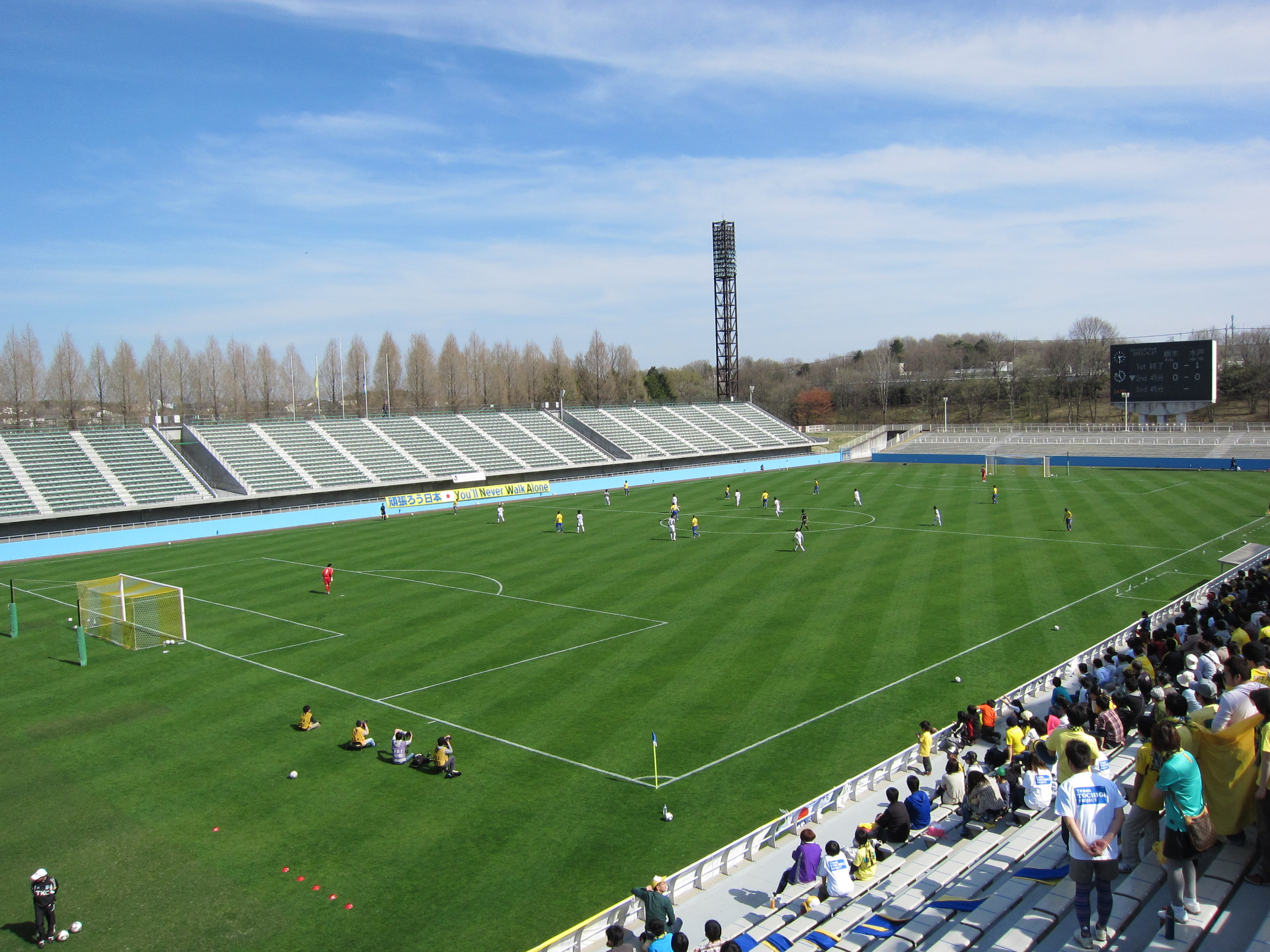
Tochigi Green Stadium, local onde o Tochigi SC manda suas partidas.

A equipe do Tochigi SC manda seus jogos no Tochigi Green Stadium, com capacidade para 18.025 lugares. 

## Uniforme
Uniforme 1Camisa amarela com detalhes azuis, calção azul e meias azuis.
Uniforme 2Camisa branca com detalhes verdes, calção branco e meias brancas.